# 浅野麻衣
浅野 麻衣（あさの まい、1985年9月7日 - ）は、岡山県瀬戸内市邑久町出身のお笑い芸人。浅井企画に所属していたお笑いコンビ「Mサイズ」のボケ担当で、相方は板垣まみ。女子美術大学芸術学部卒業。
高校生時代の同級生・板垣と2004年4月にMサイズを結成。
芸能人女子フットサルチーム「ASAI RED ROSE」に所属（当時の背番号は『8』]）していたが、2006年12月16日をもって退団、同時に浅井企画も退社。その後はフリーでライブ、舞台と大学の勉強を両立させていたが、その後2007年にワタナベコメディスクールのオーディションにおいて『準部門賞』を受賞、Mサイズ2人で同スクールに在籍した。2013年にコンビを解散。